# Britannic (Film)
Britannic ist ein britisch-amerikanisches Filmdrama aus dem Jahr 2000 des Regisseurs und Drehbuchautors Brian Trenchard-Smith. Das Fernsehfilm-Drama erzählt vom Untergang der Britannic, eines Schwesterschiffs der Titanic. Die wirkliche Britannic wurde im Ersten Weltkrieg als Lazarettschiff eingesetzt und ging am 21. November 1916 bei einem Kriegseinsatz vor Griechenland unter.

## Handlung
Im Zentrum des Geschehens steht die Gesellschaft um Lady Lewis, eine wohlhabende Botschaftergattin, die mit ihren Kindern und ihrer Gouvernante, Vera Campbell, an Bord geht. Vera lernt bald darauf den netten und zuvorkommenden katholischen Kaplan Reynolds kennen, in den sie sich trotz seines Berufes verliebt. Doch sowohl Vera wie auch Reynolds haben Geheimnisse vor einander.
Beide arbeiten für Nachrichtendienste der verfeindeten Machtblöcke als Agenten – Vera für den britischen und Reynolds für den deutschen Geheimdienst. In Wahrheit hat er den echten Kaplan Reynolds ermordet, dessen Fahrkarte gestohlen und seinen Platz an Bord eingenommen.
Das Drama spitzt sich zu, als Captain Barrett und die Besatzung deutsche U-Boote in Sichtweite des Schiffes ausmachen können. Das Schiff wird beschossen, kann aber den Torpedos ausweichen. Während sich die Menschen an Bord in Sicherheit wägen, plant Reynolds das Schiff zu versenken, nachdem er Waffen und Munition in einem Lagerraum entdeckt hat. Vera kommt ihm auf die Schliche, kann aber nicht verhindern, dass Reynolds mit einer Flasche Äther ein Loch in einen Kohlenbunker sprengt.
Beim Versuch des Kapitäns, das Schiff auf Grund zu setzen, beschleunigt sich der Untergang. Vera und Reynolds verlassen als letzte das Schiff, wobei sie sich mehrmals gegenseitig das Leben retten und am Ende doch ihre Liebe zueinander erkennen. Reynolds stirbt, als das Rettungsboot, in dem er sich befindet, von der noch laufenden Schiffsschraube zerschmettert wird. Vera wird gerettet und sieht mit allen anderen, wie die Britannic im Meer versinkt.

## Kritiken
„Thriller um den Untergang des britischen Lazarettschiffes Britannic, die 1916 in der Meerenge von Kea bei Griechenland sank. Der Film spinnt um das historische Ereignis herum eine spannende Sabotagegeschichte, in der der Schiffskaplan als Spion der Deutschen agiert, dem eine britische Agentin dicht auf den Fersen ist.“

## Hintergrund
Der Film wurde in den Bray Film Studios im englischen Windsor gedreht.

## Fehler
- Im Film heißt der Kapitän Barrett, während er in Wirklichkeit Bartlett hieß.
- Ein U-Boot verfolgt das Schiff über mehrere hundert Seemeilen, was nicht möglich ist, denn damals fuhren die U-Boote höchstens 12 kn und waren für die Britannic zu langsam.
- Das Schiff versinkt im Morgengrauen, während die echte Britannic erst um 09:07 Uhr unterging.
- Im Film versenkt ein deutscher Spion die Britannic, während sie tatsächlich mit hoher Wahrscheinlichkeit auf eine Seemine lief.
- Im Film gibt es während der Reise eine Schießerei, was nicht den Tatsachen entspricht.
- Im Film werden auch Passagiere mitgenommen, während die echte Britannic nie welche an Bord gehabt hat.
- Kapitän Barrett befindet sich im Film schon lange vor dem Untergang in einem Rettungsboot; der tatsächliche Kapitän Bartlett hingegen überlebte den Untergang auf einem Floß, bis er später von einem Boot aufgenommen wurde.